# Jean-Pierre Jarier
Jean-Pierre Jarier, född 10 juli 1946 i Charenton, är en fransk racerförare.

## Racingkarriär
Efter att ha gjort imponerande resultat i Formel France-serien gick Jarier 1970 till det franska formel 3-mästerskapet där han slutade på tredje plats totalt. Året efter tävlade han i formel 2 med stallet Shell Arnold Racing och hans bästa resultat var två tredjeplatser. Jarier gjorde också sin formel 1-debut med stallet på Monza när de hyrde en March Engineering 701. Jarier kvalade in på den sista startrutan, men tvingades bryta loppet.
Jarier fortsatte i formel 2 med stallet Shell Arnold Racing 1972, men fick lämna stallet efter halva säsongen. Året efter gick han till March F2 men fick också köra tio lopp i F1. Jarier vann formel 2 1973 efter att ha vunnit åtta lopp.
1974 gick Jean-Pierre till Shadow och blev stallets försteförare efter Peter Revsons dödsolycka under testning inför Sydafrikas Grand Prix 1974. Jariers bästa placering blev en tredje plats i Monacos Grand Prix. Han fortsatte med Shadow 1975 och säsongen startade med en skräll när Jarier tog Shadows första pole position vid Argentinas Grand Prix 1975. I loppet fick Jarier bryta efter att växellådan gått sönder på uppvärmningen, vilket gjorde att han inte kunde starta loppet. Jarier tog också pole position i det efterföljande loppet i Brasilien och dominerade sedan loppet innan en bränslemätare gick sönder och han tvingades bryta. Otur och problem med tillförlitligheten förstörde Jariers säsong. Han lyckades bara ta poäng i ett lopp, en fjärde plats på det nerkortade Spaniens Grand Prix.
Jarier fortsatte en säsong till med Shadow. I säsongens första lopp, Brasiliens Grand Prix 1976, kvalade han in på tredje plats och hann i loppet sätta det snabbaste varvet innan han spann av på olja från James Hunts bil. Men bilen blev sämre resten av säsongen och Jarier kunde inte plocka några poäng.
1977 gick han till det nya stallet ATS och lyckades ta poäng i det första loppet för sitt nya stall. Han körde också under säsongen ett lopp för Shadow och ett för Ligier. Jarier fortsatte med ATS 1978, men det här året blev mindre lyckosamt för hans del. Jarier fick sparken från ATS efter ett bråk med stallchefen Hans Günter Schmid efter att Jarier inte hade lyckats kvalificera sig till Monacos Grand Prix. Han återanställdes till Tysklands Grand Prix 1978 för att återigen misslyckas att kvala in till loppet och därefter få sparken av Schmid. Med två lopp kvar av säsongen fick Jarier köra för Lotus som ersättare för Ronnie Peterson, som avlidit efter en olycka under Italiens Grand Prix. Jarier satte det snabbaste varvet på USA:s Grand Prix East på Watkins Glen och låg på tredje plats innan bränslet tog slut och han fick bryta loppet. Han tog pole position och dominerade sedan det sista loppet i Kanada 1978 innan en oljeläcka satte stopp för hans framfart.
1979 kontrakterades Jarier av Tyrrell där han regelbundet tog poäng. I Storbritanniens Grand Prix 1979 kom han trea och tangerade därmed sitt bästa resultat.
Därefter körde Jarier för ett antal olika stall och avslutade sin formel 1- och racingkarriär 1983. Han gjorde dock comeback i Porsche Supercup-serien 1994 och körde efter det i sportvagnar och vann bland annat det franska GT-mästerskapet 1998 och 1999.

## F1-karriär
| Säsong | Stall/Tillverkare                          | Poäng | Placering |
| ------ | ------------------------------------------ | ----- | --------- |
| 1971   | Shell Arnold Racing (March-Ford)           | 0     | –         |
| 1973   | March-Ford                                 | 0     | –         |
| 1974   | Shadow-Ford                                | 6     | 14        |
| 1975   | Shadow-Ford Shadow-Matra                   | 1,5   | 18        |
| 1976   | Shadow-Ford                                | 0     | –         |
| 1977   | Shadow-Ford ATS (Penske-Ford) Ligier-Matra | 0 1 0 | 19        |
| 1978   | ATS-Ford Lotus-Ford                        | 0     | –         |
| 1979   | Tyrell-Ford                                | 14    | 12        |
| 1980   | Tyrell-Ford                                | 6     | 14        |
| 1981   | Ligier-Matra Osella-Ford                   | 0     | –         |
| 1982   | Osella-Ford                                | 3     | 20        |
| 1983   | Ligier-Ford                                | 0     | –         |

| 1. Monaco 1974 2. Sydafrika 1979 3. Storbritannien 1979 | 1. Argentina 1975 2. Brasilien 1975 3. Kanada 1978 | 1. Brasilien 1975 2. Brasilien 1976 3. USA East 1978 |